# Poquita ropa, la película
Poquita ropa es un telefilme argentinomexicano de 2011. Está protagonizado por el cantautor Ricardo Arjona y se basa basada en su decimotercer álbum, Poquita ropa.
Fue dirigido por Joaquín Cambre, y grabado en locaciones de México y Argentina bajo la productora Virgen Films.

## Argumento
El cantautor Ricardo Arjona es el narrador y a la vez el personaje central de esta historia, que relata desde el corazón de su vecindario mediante las vidas de los personajes que se van cruzando.